# 斑鰭似牙䱛
斑鰭似牙䱛為輻鰭魚綱鱸形目鱸亞目石首魚科的其中一種，分布東大西洋區，從塞內加爾至安哥拉南部海域，棲息深度可達100公尺，體長可達47公分，棲息在沿海泥底質海域，繁殖期在12月至次年2月，屬肉食性，以蝦子及小魚為食，可做為食用魚及游釣魚。